# Parvigrus pohli
Parvigrus pohli — викопний вид журавлеподібних птахів, віднесений до окремої родини Parvigruidae, що тісно пов'язана із арамовими (Aramidae). Вид існував в олігоцені в Європі.

## Етимологія
Родова назва Parvigrus перекладається з латини як «маленький журавель». Назва виду P. pohli вшановує американського палеонтолога Буркгарда Пола з Вайомінзького центру динозаврів.

## Скам'янілості
Повний скелет птаха знайдені у Вашері на півдні Франції.